# Falcon 9 Block 5

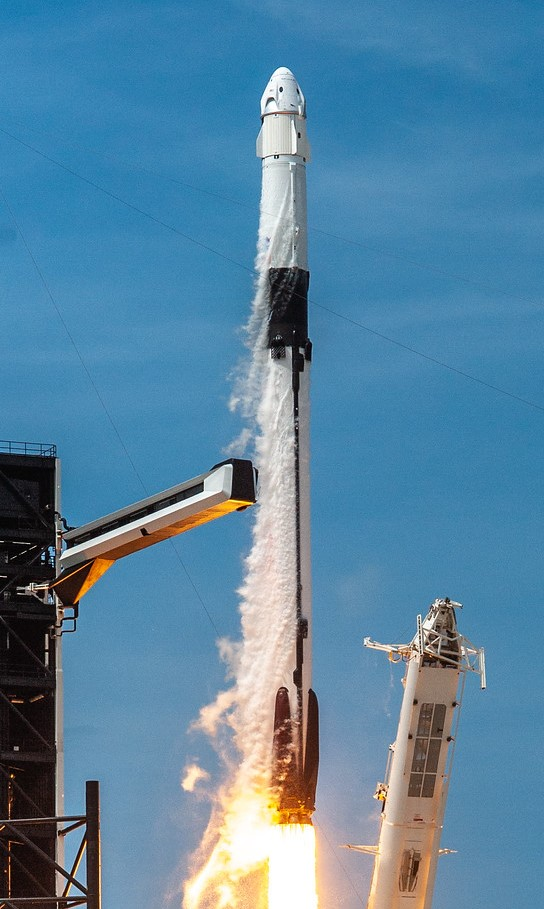
Falcon 9 Block 5 với tàu vũ trụ Crew Dragon ở trên

Falcon 9 Block 5 (đọc là Pha-còn chín Blốc năm) là phiên bản mới nhất của tên lửa Falcon 9.